# Profetsalvia
Profetsalvia (Salvia divinorum)  är en flerårig ört i familjen kransblommiga växter.

## Beskrivning
Blir under produktiv tid 0,5 - 1,5 m hög men efter lövfällning kan den bli 1 - 2 m, sällsynt ända till 3 m hög. Ett stycke upp kan stjälken förgrena sig. Gamla exemplar kan få nedre delen av stjälken lätt förvedad.

Stjälkar med stipler, placerade växelvis

Profetsalvia har gröna ellipsformade eller ovala, silverskimrande blad på en fyrkantig stjälk. De blir 10 … 25 cm långa och 5 - 10 cm breda. Bladen är placerade växelvis utefter stjälken med 2 - 4 cm långa stipler. Bladkanterna har oregelbundet placerade inbuktningar.
Blomstjälkarna är violetta, håriga och 4 - 9 mm långa. De 28 - 32 mm långa kronbladen är kraftigt behårade. Ståndarna är vita och 2,5 - 3 cm långa. Fröna är ca 2 × 1 mm.
Fröna har dålig grobarhet, men förökning kan ske med sticklingar. Därmed blir avkomman genetiskt identisk med moderväxten, och den önskade genetisk mångfald, som förökning med frön skulle ge uteblir.
I Europa odlade exemplar leder sitt ursprung huvudsakligen från endast två moderkloner.
Kromosomtalet är 2n = 22.

## Habitat
Profetsalvia växer vild  i Mexiko.

## Etymologi
- Släktnamnet Salvia är avlett av latin salvare, som betyder rädda, frälsa, och syftar på den urgamla användning och goda rykte släktet har som medicinalväxter.
- Artepitetet divinorum härleds från latin divino = gudomlig, spådomsförmåga.
- Det svenska namnet profetsalvia anknyter till växtens hallucinateriska egenskaper och syftar på profet = förkunnare, spådomsman.

## Användning
Profetsalvia har på grund av sina psykedeliska egenskaper traditionellt brukats för religiösa/spirituella ändamål av ursprungsbefolkningen i Oaxaca i sydöstra Mexiko (mazateker och azteker), oftast i shamaniska ceremonier. På tyska kallas växten Aztekensalbei, azteksalvia.
Torkade blad som röks ger ett starkt rus. I svag, icke-rusbildande dos används profetsalvia inom folkmedicinen för behandling av diverse åkommor.
Profetsalvia har i den traditionella folktron fått en egen gud, men efter kristianiseringen förknippas växten numera med helgonet Sankta Maria. Lokalt kallas växten Herba de Maria, Mariablomster.
Även idag används profetsalvia brett bland invånarna i Oaxaca som religiöst instrument.

### Effekter
Profetsalvians blad är den starkaste substans i naturen man känner till, som kan brukas som drog. Det beror på dess innehåll av salvinorin A, som är mycket potent. Beredningar av torkade blad kan rökas, men den aktiva substansen kräver en förhållandevis hög temperatur, runt 240 °C, för att förångas.[källa behövs] Traditionellt tuggas bladen i stället, och har då en betydligt mildare verkan. Salvinorin A kan tas upp av munnens slemhinnor, men ej i magen.
Effekterna av höga doser är kraftiga och varar i 10 — 15 minuter.[källa behövs] Det förekommer att brukaren efter högre doser av salvinorin A (mer än 200 μg) inte kommer ihåg vad som skett under ruset.
Vanligast är att brukaren får drömliknande upplevelser och hallucinationer. Sedan de psykedeliska effekterna börjat avta  följer ofta en upplevd förbättrad förmåga att tänka logiskt. Detta är en av anledningarna till att den drogkultur som omger profetsalvia har stark koppling till meditation och new-age-spiritualitet.
Brukaren kan drabbas av panik och ångest, framförallt om denne lider av någon psykisk störning. Många narkomaner påstår att Profetsalvia även i små icke-psykedeliska doser lindrar abstinensbesvär från tyngre droger.
Som med de flesta disasociativa droger, så kan kontinuerligt bruk av Profetsalvia leda till försämrad mental kapacitet och ökad risk för att drabbas av psykisk ohälsa under en period.

### Lagar och förordningar
Profetsalviaextrakt och andra växter/produkter innehållande måttliga till höga doser av det aktiva ämnet salvinorin A är sedan 2006-04-01 olagligt att inneha eller sälja i Sverige.
Liknande lagar har införts i Israel (2003), Australien (2004), Italien (2005), Schweiz (2010) samt i Danmark och de flesta delstaterna i USA.
I Frankrike och Spanien är endast handeln förbjuden, ej innehav. I Norge, Finland, Estland och Island är produkter av Salvia divinorum receptbelagt.
I Tyskland recepttvång 2006; handel förbjuden 2008.
I Liechtenstein och Österrike finns inga statliga föreskrifter angående Salvia divorum.
Övriga länder i Europa: Uppgift saknas.

## Bilder

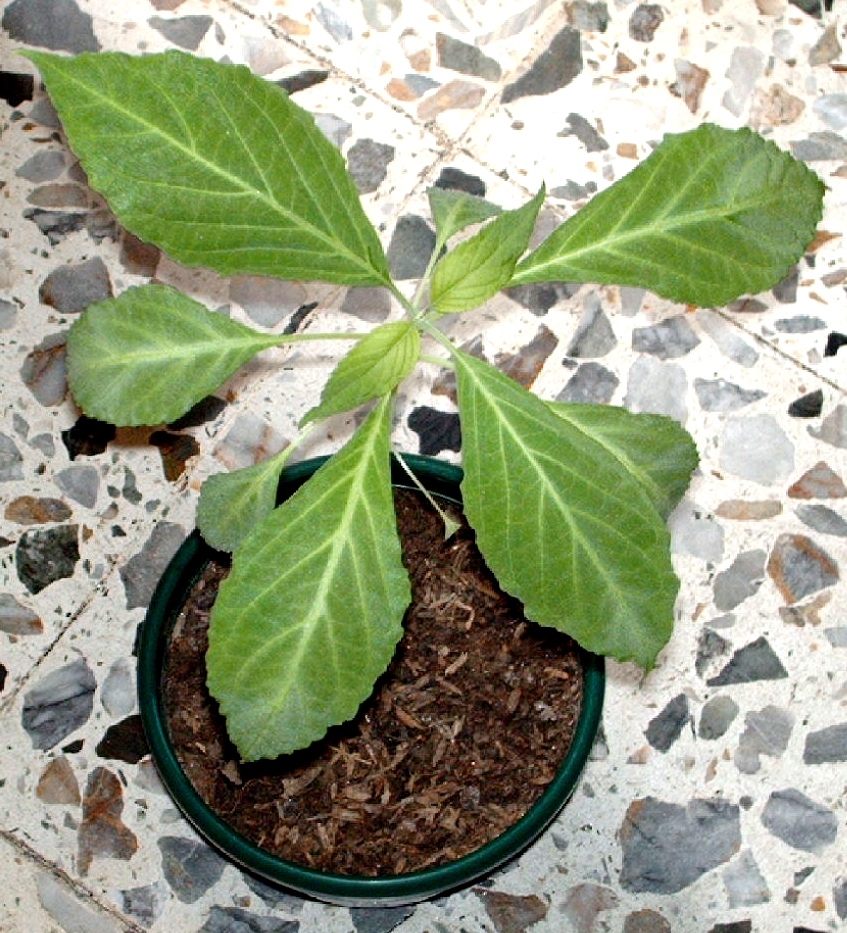
Lägg märke till de varierande bladformerna och innypningarna i bladkanterna
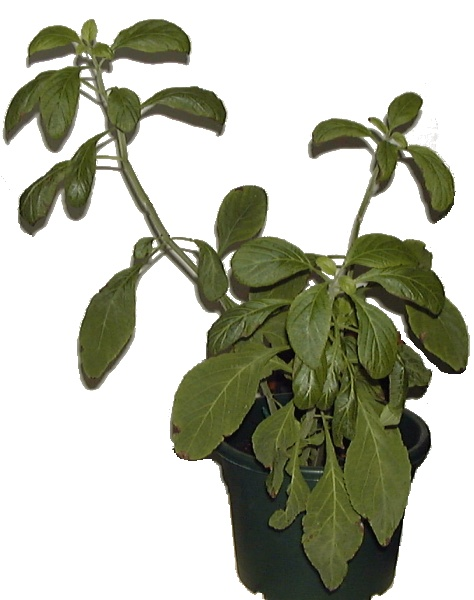
Krukodlat exemplar
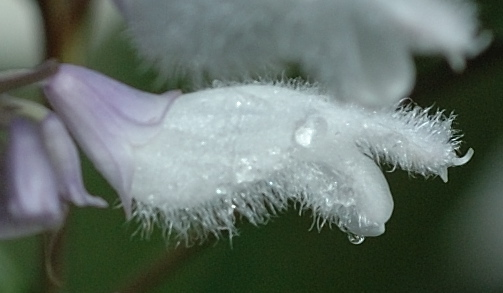
Blomman har långa hår
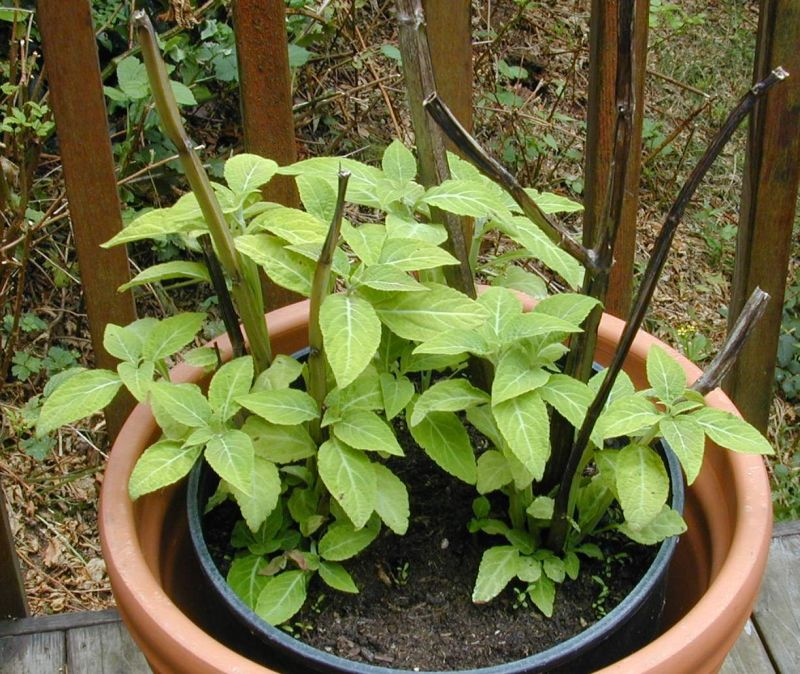
Degenererat resultat av ensidig förökning med sticklingar
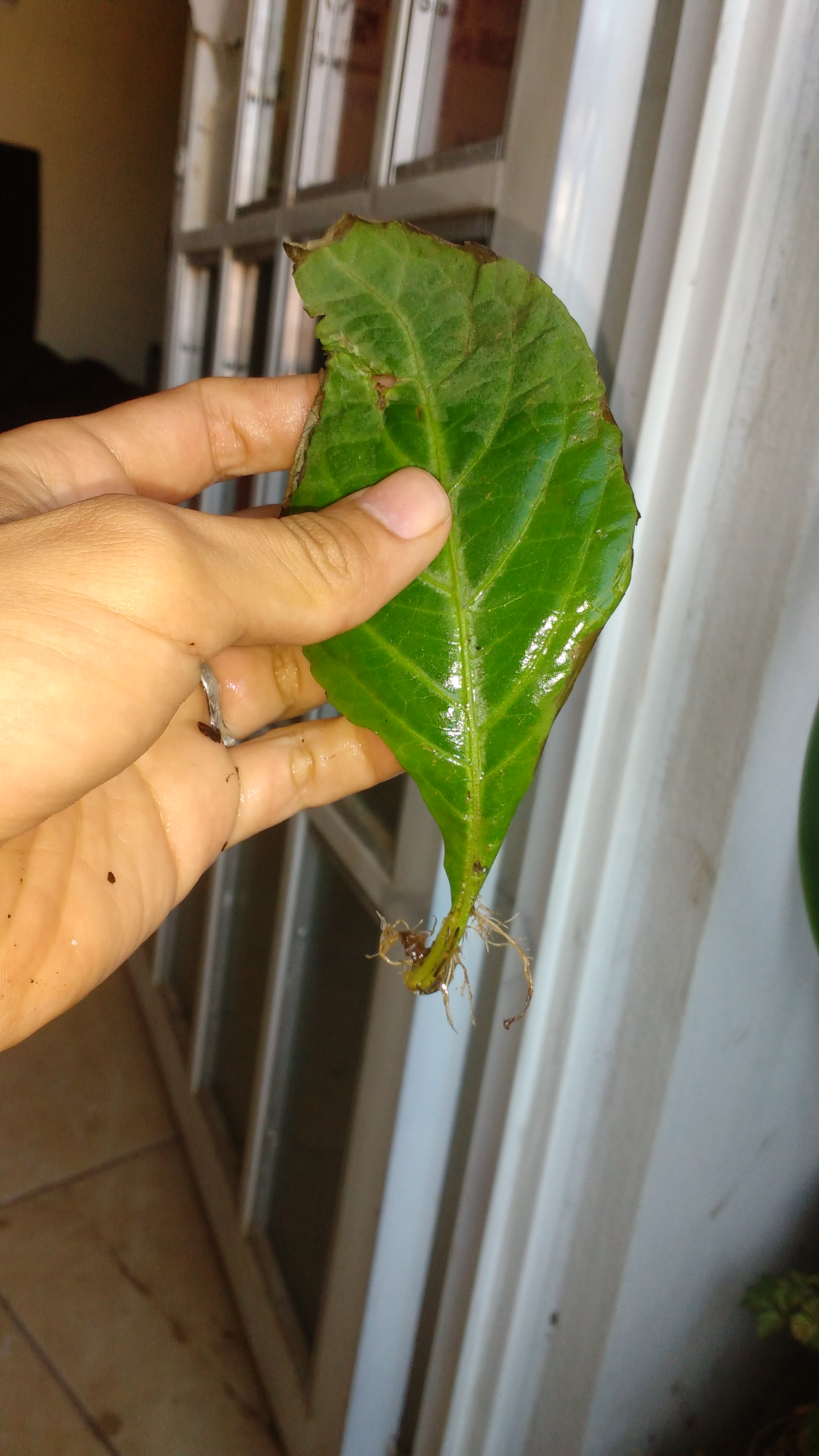
Även en så liten växtdel som ett blad kan rota sig
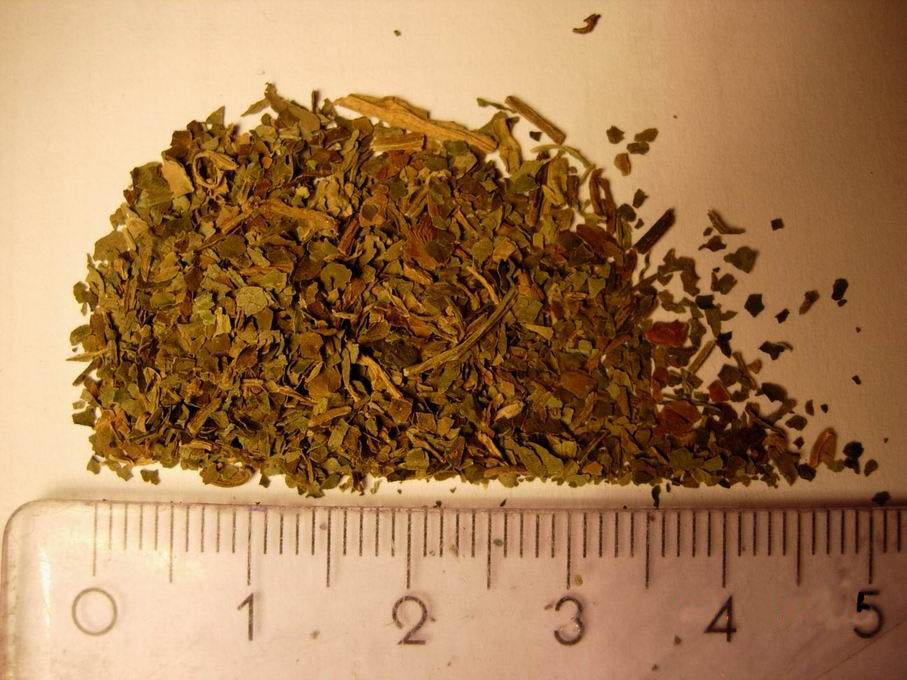
Torkade blad
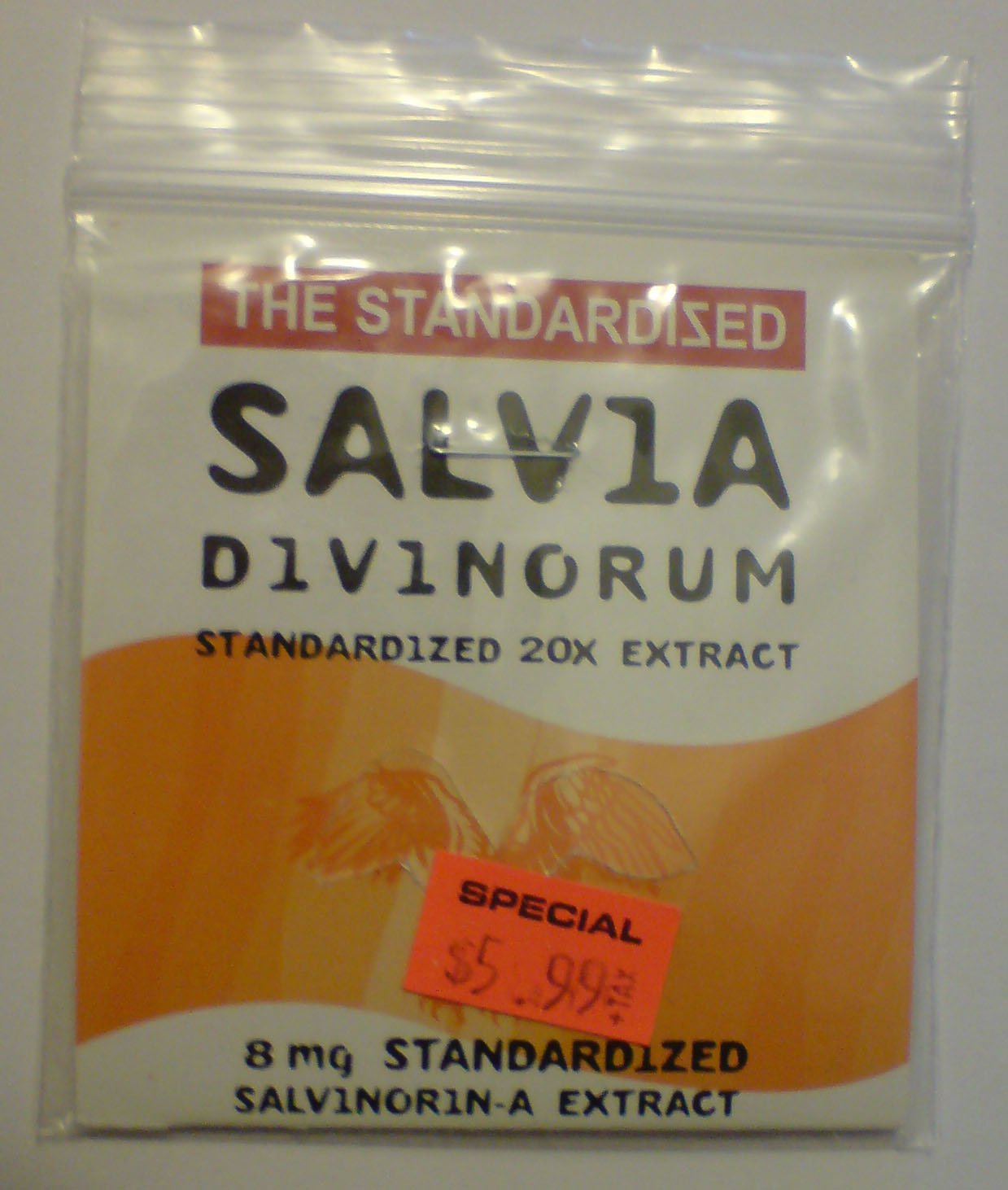
Färdig konsumtionsvara I många länder olaglig